# Thomas James

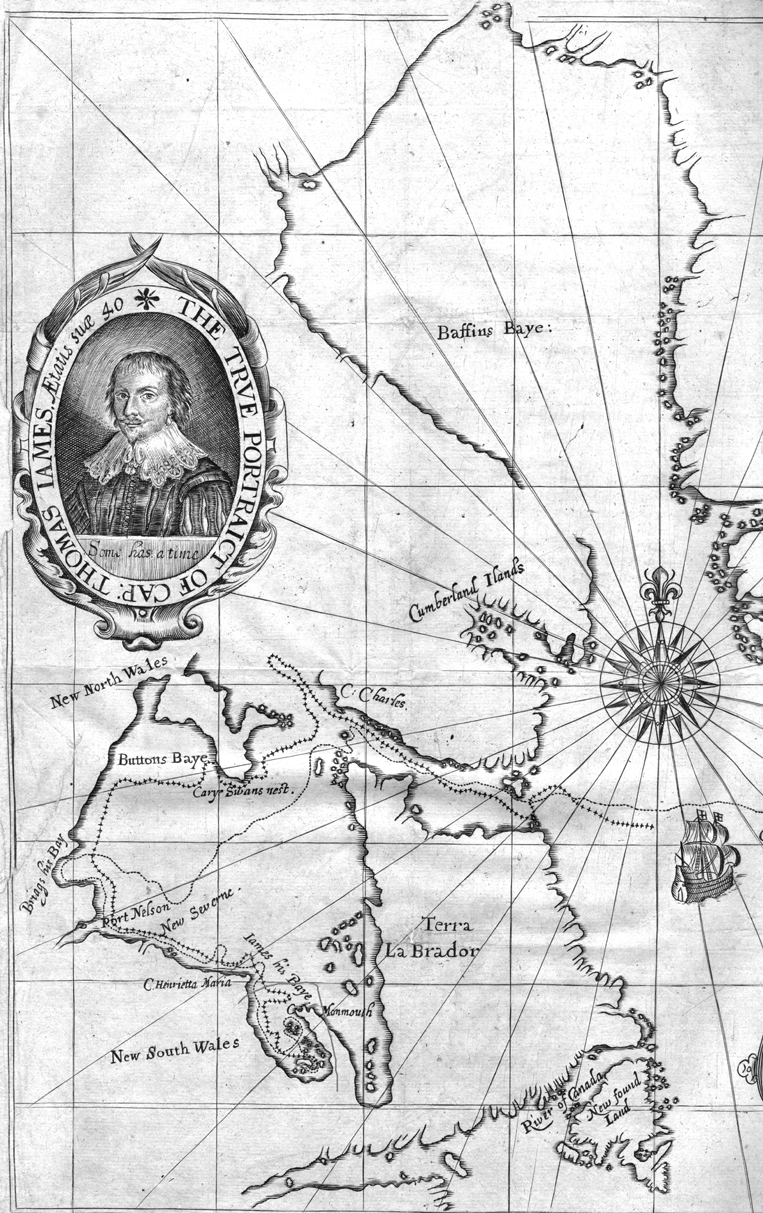
Mapa de l'expedició de Thomas James.

Thomas James (1593 - 1635) fou un capità de vaixell anglès que destacà com a navegant i explorador del Pas del Nord-oest, el pas cap a Orient a través d'Amèrica del Nord.
El capità James va salpar el 3 de maig de 1631 de Bristol per fer una travessa de dos anys amb un sol vaixell, l'Henrietta Maria, amb vint-i-dos homes a bord. James explorà la Badia de Hudson, en especial la part més meridional de la badia i que actualment duu el seu nom, badia de James, després d'haver estat atrapat pel gel l'1 de setembre de 1631. Passà l'hivern a l'illa Charlton abans de continuar el seu viatge cap a l'oceà Àrtic l'estiu següent. Intentà endinsar-se en el canal de Foxe, sense saber que Luke Foxe hi havia passat en el retorn del seu viatge, el 1631. El 22 d'octubre de 1632 arribà de nou a Bristol.
Les experiències viscudes per James durant el viatge foren narrades en un llibre publicat a la seva tornada, el 1633: The Strange and Dangerous Voyage of Captaine Thomas James (L'estrany i perillós viatge del capità Thomas James).